# 卡倫·麥克格

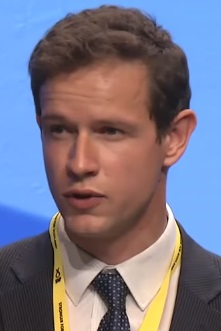
卡倫·麥克格

卡倫·麥克格（Callum McCaig，1985年1月6日—）是一位蘇格蘭政治人物，他的黨籍是蘇格蘭民族黨。自2015年開始，他擔任南阿伯丁選區選出的國會議員。他曾就讀於愛丁堡大學，主修政治。